# Орагвети
Орагвети (груз. ორაგვეთი) — село в Грузии, на территории Хонийского муниципалитета края (мхаре) Имеретия.

## География
Село находится в западной части Грузии, на левом берегу реки Цхенисцкали, на расстоянии приблизительно 11 километров (по прямой) к северо-востоку от города Хони, административного центра муниципалитета. Абсолютная высота — 265 метров над уровнем моря.

## Население
По результатам официальной переписи населения 2014 года, постоянное население в Орагвети отсутствовало.
| Год  | Население, человек |
| ---- | ------------------ |
| 2002 | 2                  |
| 2014 | ↘ 0                |